# Дорогинська сільська рада (Фастівський район)
| Дорогинська сільська рада — колишній орган місцевого самоврядування у Фастівському районі Київської області з адміністративним центром у с. Дорогинка. Сільській раді були підпорядковані населені пункти: - с. Дорогинка - с. Кощіївка |

## Склад ради
Рада складалася з 15 депутатів та голови.

### Керівний склад ради
| ПІБ                            | Основні відомості                                                                             | Дата обрання | Дата звільнення |
| ------------------------------ | --------------------------------------------------------------------------------------------- | ------------ | --------------- |
| Андрійченко Олексій Григорович | Сільський голова, 1963 року народження, освіта, член Всеукраїнського об'єднання 'Батьківщина' | 26.03.2006   | 31.10.2010      |
| Андрійченко Олексій Григорович | Сільський голова, 1963 року народження, освіта вища, безпартійний                             | 31.10.2010   |                 |

Примітка: таблиця складена за даними джерела